# Календарио, Филиппо
Филиппо Календарио (итал. Filippo Calendario; первые годы XIV века — 1355) — венецианский архитектор и скульптор, предполагаемый строитель Дворца дожей в Венеции.

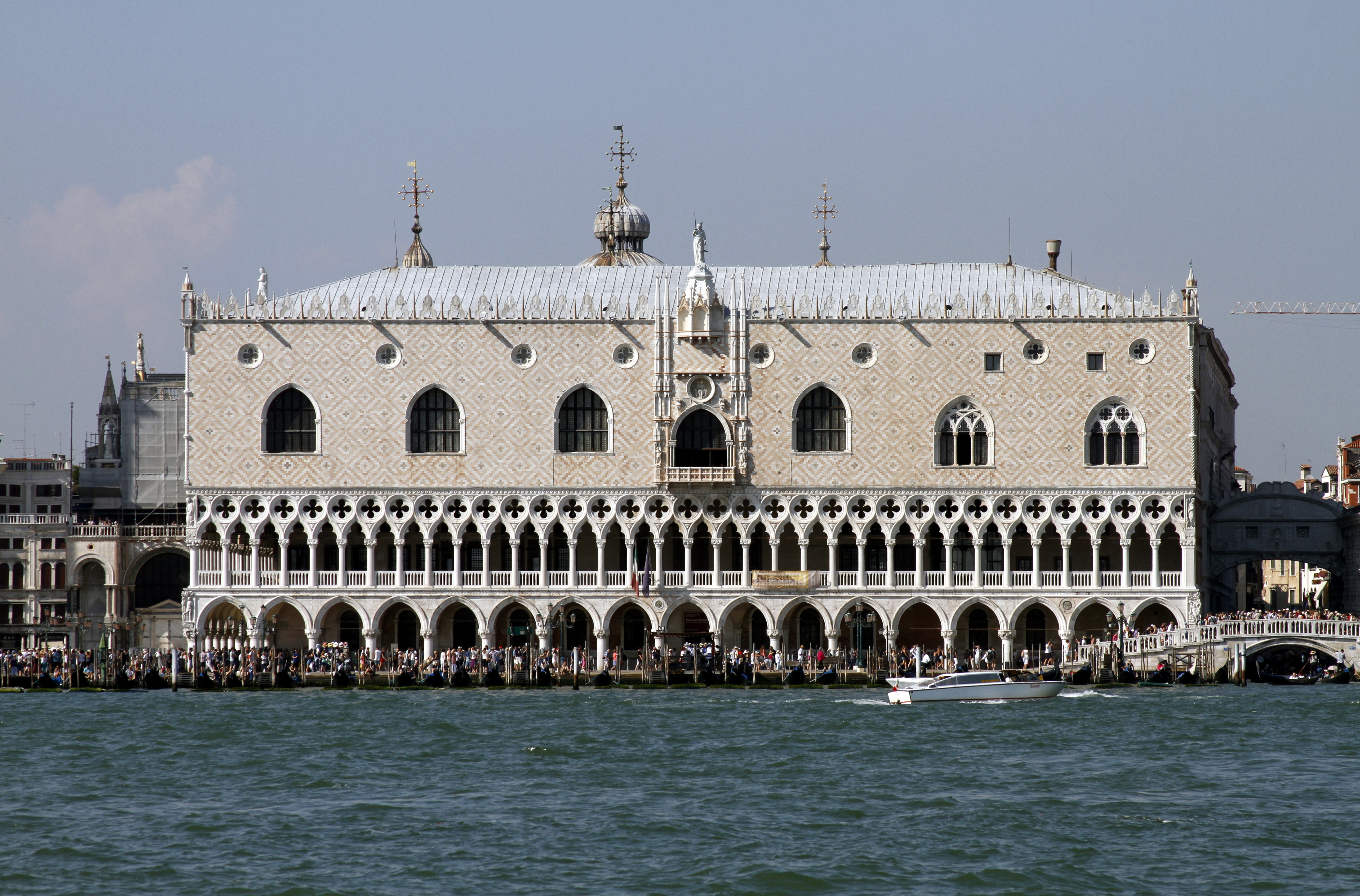
Дворец дожей

В действительности же им были исполнены лишь фасад этого дворца, выходящий на набережную Невольников, и шесть первых арок — на площадь. Календарио получил должность строителя дворца в 1340 году и пользовался большим авторитетом.
Замешанный в заговоре Фальеро, Календарио был казнён. Его и лидера заговора Бертуччо Исраелло повесили с кляпом в ртах на балконе Дворца, который принёс Календарио славу.